# هوجو-این
هوجو این (به ژاپنی: 宝樹院)، نخست اوران بعد از ورود به قلعه ادو اوراکو نو کاتا؛ تولد ۱۶۲۱ – مرگ ۱۶۵۳) یک زن در دوره ادو زن غیر اصلی (سوکوشیتسو) شوگون سوم توکوگاوا ایه‌میتسو مادر چهارمین شوگون توکوگاوا ایه‌تسونا (۱۶۵۱–۱۶۸۰) بود. پس از مرگ پدرش، مادرش موراساکی (ماسویاما) به ادو رفت و در محل سکونت ناگای نائوماسا، ارباب قلمرو کوگا، خدمتکار شد و دوباره با ناناساوا کیومونه، فروشنده لباس دست دوم و رعیت سابق خانواده ناگای ازدواج کرد.
اوران به دنبال مادرش رفت و با او زندگی کرد، اما زمانی که او ۱۳ سال داشت، در فروشگاه کمک می‌کرد که در راه بازگشت از آساکوسا توجه کاسوگا نو تسوبونه را جلب کرد و او به اواوکو نقل مکان کرد.